# Dirk Steffens

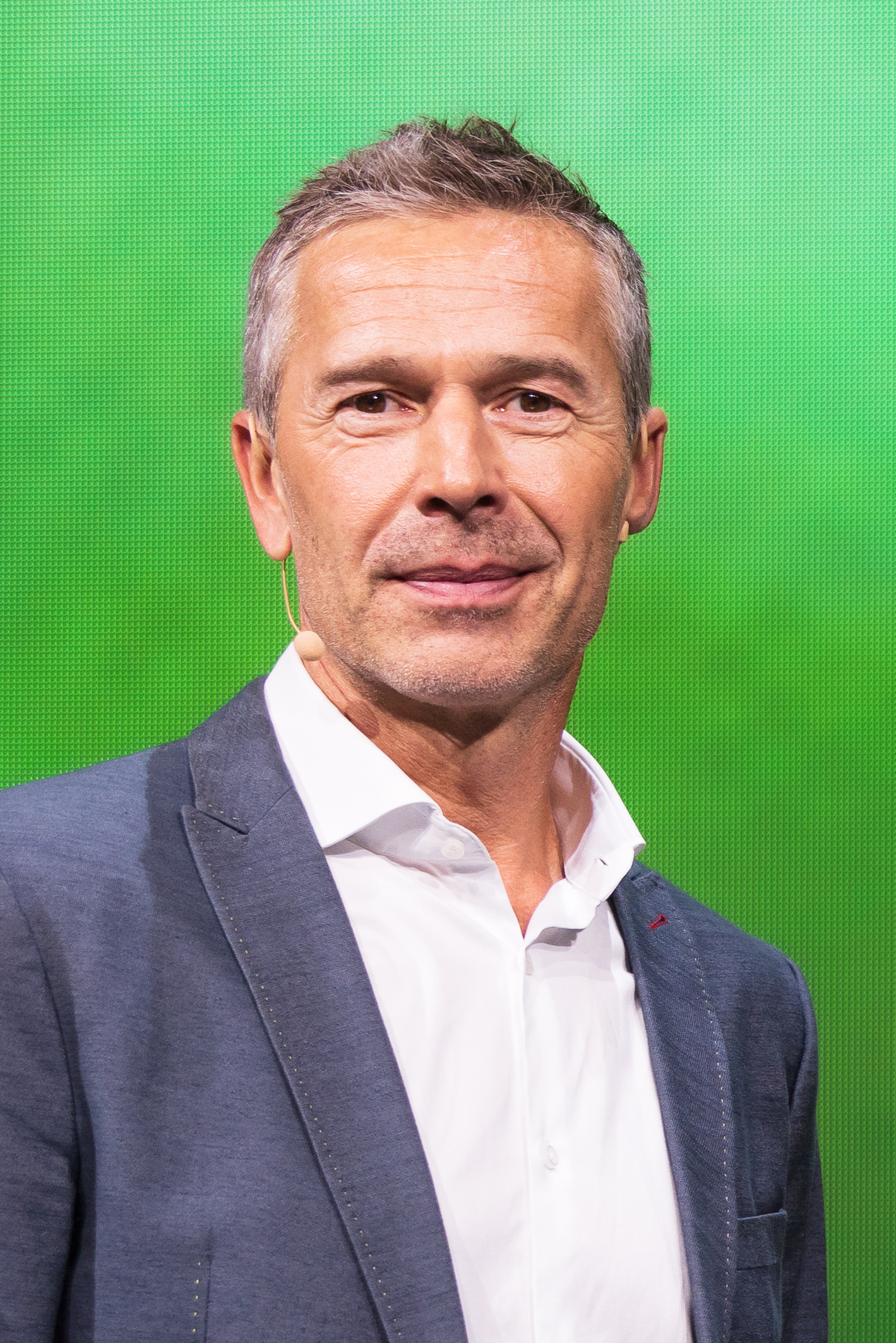
Dirk Steffens (2022)

Dirk Peter Jörg Steffens (* 5. Dezember 1967 in Stade) ist ein deutscher Journalist und Fernsehmoderator.

## Leben und Wirken
Steffens wuchs in Asselermoor (in der Nähe von Stade) in Niedersachsen auf. Er absolvierte eine Berufsausbildung zum Fernmeldemechaniker in Hamburg und studierte nach dem Abitur Geschichte und Politik. Nach einem Volontariat an der Kölner Journalistenschule war er zunächst ein Jahr lang Politik- und Nachrichtenredakteur beim Deutschlandfunk Köln. Seither arbeitet er als freier TV-Autor, Moderator, Dokumentarfilmer und Produzent für verschiedene Hörfunk- und Fernsehsender. Seit 2005 steht Steffens auch vor der Kamera und präsentierte zunächst bei VOX eine wöchentliche Tierfilmreihe, später wechselte er als Moderator des Dokumentations-Formats Terra X sowie weiterer Sendungen zum ZDF. Für Wissenschafts-, Natur- und Reiseformate unternahm er in den vergangenen Jahrzehnten Film-Expeditionen in mehr als 120 Länder auf allen Kontinenten. Er ist außerdem ein erfahrener Taucher und Unterwasserfilmer. Bekanntheit erlangte er vor allem durch die Terra-X-Dokumentationsreihe Faszination Erde, die er seit Dezember 2008 moderiert.
Von 2008 bis 2018 vertrat er als Honorarkonsul die Republik Palau in Deutschland.
Steffens engagiert sich als Deutschland-Botschafter für die Umweltorganisation WWF und die deutsche Sektion des Jane-Goodall-Institutes. Im Bereich der Umweltbildung ist er als Vortragsredner bundesweit aktiv. Seit Juni 2015 ist er außerdem Mitglied im Kuratorium der Senckenberg Gesellschaft für Naturforschung. Im September 2016 berief Bundesumweltministerin Barbara Hendricks Dirk Steffens zum offiziellen „UN-Dekade-Botschafter für biologische Vielfalt“. Nachdem die Dekade 2020 ausgelaufen war, wurde Dirk Steffens im Mai 2021 durch das Bundesministerium für wirtschaftliche Zusammenarbeit und Entwicklung zum „Biodiversitäts-Botschafter der deutschen Entwicklungspolitik“ benannt.
Seit November 2016 ist Steffens Festivalleiter bei Green Screen, dem internationalen Naturfilmfestival aus Eckernförde.
Im Dezember 2017 gründete Dirk Steffens, zusammen mit seiner damaligen Ehefrau, der Unternehmensberaterin Ingrid Rudolph-Steffens, die Biodiversity Foundation. Die Stiftung hat es sich zur Aufgabe gemacht, über die Ursachen und Gefahren des globalen Artensterbens zu informieren.
Seit März 2021 ist Dirk Steffens Botschafter der Pleistocene & Permafrost-Stiftung, die sich für den Erhalt des Permafrosts einsetzt. Dieses Ziel soll mit Hilfe des Pleistozän-Parks erreicht werden, in dem große Pflanzenfresser das eiszeitliche Ökosystem wiederherstellen.
Anfang Mai 2022 verließ er das ZDF und wechselte zu RTL Deutschland, wo er Beiträge für Geo erstellt.
Seit November 2023 ist er mit der Natur-Filmemacherin Sabine Armsen verheiratet.
Seit Januar 2024 ist er Botschafter der Stiftung Allianz für Entwicklung und Klima.

## Auszeichnungen

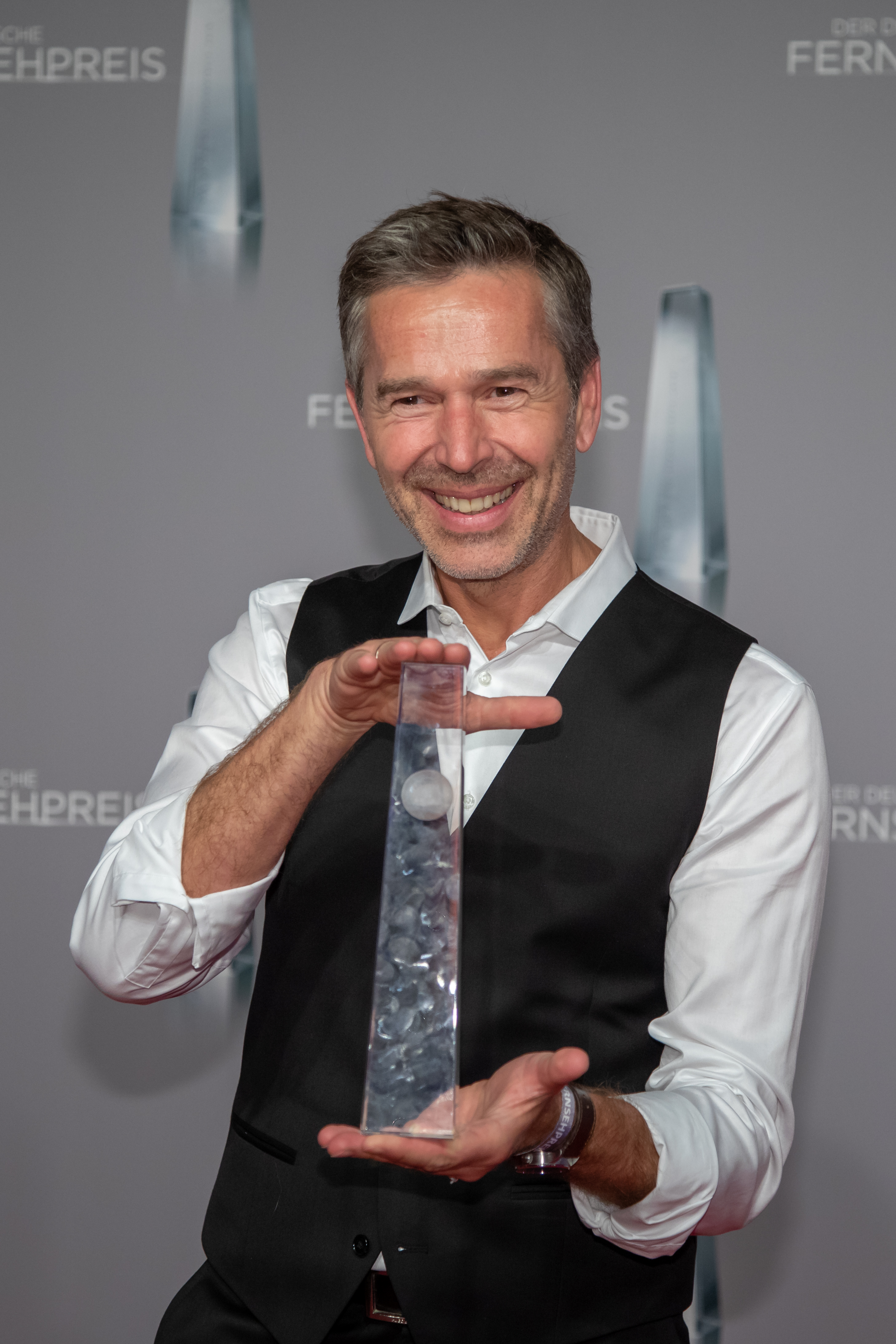
Dirk Steffens mit dem Deutschen Fernsehpreis (2019)

Für seine Arbeit vor und hinter der Kamera wurde Steffens mit einigen Preisen ausgezeichnet, unter anderem mit der Goldenen Kamera (2011) und dem Walter-Scheel-Preis (2013). Für seine Dokumentation Projekt Hühnerhof, die erstmals im September 2014 im ZDF ausgestrahlt wurde, wurde Dirk Steffens am 22. Juni 2015 mit dem Herbert Quandt Medien-Preis sowie am 13. Oktober 2015 mit dem Sonderpreis 2015 des Salus-Medienpreises geehrt.
Den Görlitzer Meridian Naturfilmpreis 2015 bekam Steffens am 19. März 2016 vom Förderkreis des Naturkundemuseums Görlitz verliehen. Es ist der einzige Naturfilmpreis in Deutschland, der das Lebenswerk von Naturfilmern ehrt.
Für sein Engagement zur Erhaltung der Biodiversität und zum nachhaltigen Umgang mit Naturressourcen erhielt er am 28. Oktober 2016 den Hans-Carl-von-Carlowitz-Nachhaltigkeitspreis der Sächsischen Hans-Carl-von-Carlowitz-Gesellschaft e. V. zur Förderung der Nachhaltigkeit.
Im Jahr 2019 erhielt Steffens den Deutschen Fernsehpreis in der Kategorie „Bester Doku-Mehrteiler“ für die Terra X-Dokumentation Die Reise der Menschheit sowie die Goldene Kamera in der Kategorie „Beste TV-Dokumentation Natur und Umwelt“ für die ZDF-Dokumentationsreihe Terra X: Faszination Erde.
Am 14. November 2019 wurde Dirk Steffens der Heinz Sielmann Ehrenpreis verliehen. Dieser wird von der Heinz Sielmann Stiftung seit 1994 an Einzelpersonen, öffentliche Institutionen, Forschungseinrichtungen oder Unternehmen verliehen, die sich um den Naturschutz und den Erhalt der Artenvielfalt verdient gemacht haben.
Die Fakultät Biologie, Chemie und Geowissenschaften der Universität Bayreuth verlieh Steffens im Frühjahr 2020 die Ehrendoktorwürde. Damit würdigte sie „seine herausragenden Leistungen in der Vermittlung komplexer wissenschaftlicher Inhalte auf den Gebieten der Geowissenschaften, Biogeografie und Ökologie und seine Verdienste um den Erhalt der Biodiversität“.
Am 21. August 2023 wurde Dirk Steffens für sein publizistisches Engagement für Umwelt- und Klimaschutz das Verdienstkreuz am Bande des Verdienstorden der Bundesrepublik Deutschland verliehen. Im selben Jahr wurde er als Wissenschaftsjournalist des Jahres durch das Medium Magazin ausgezeichnet.

## Radio und Fernsehen

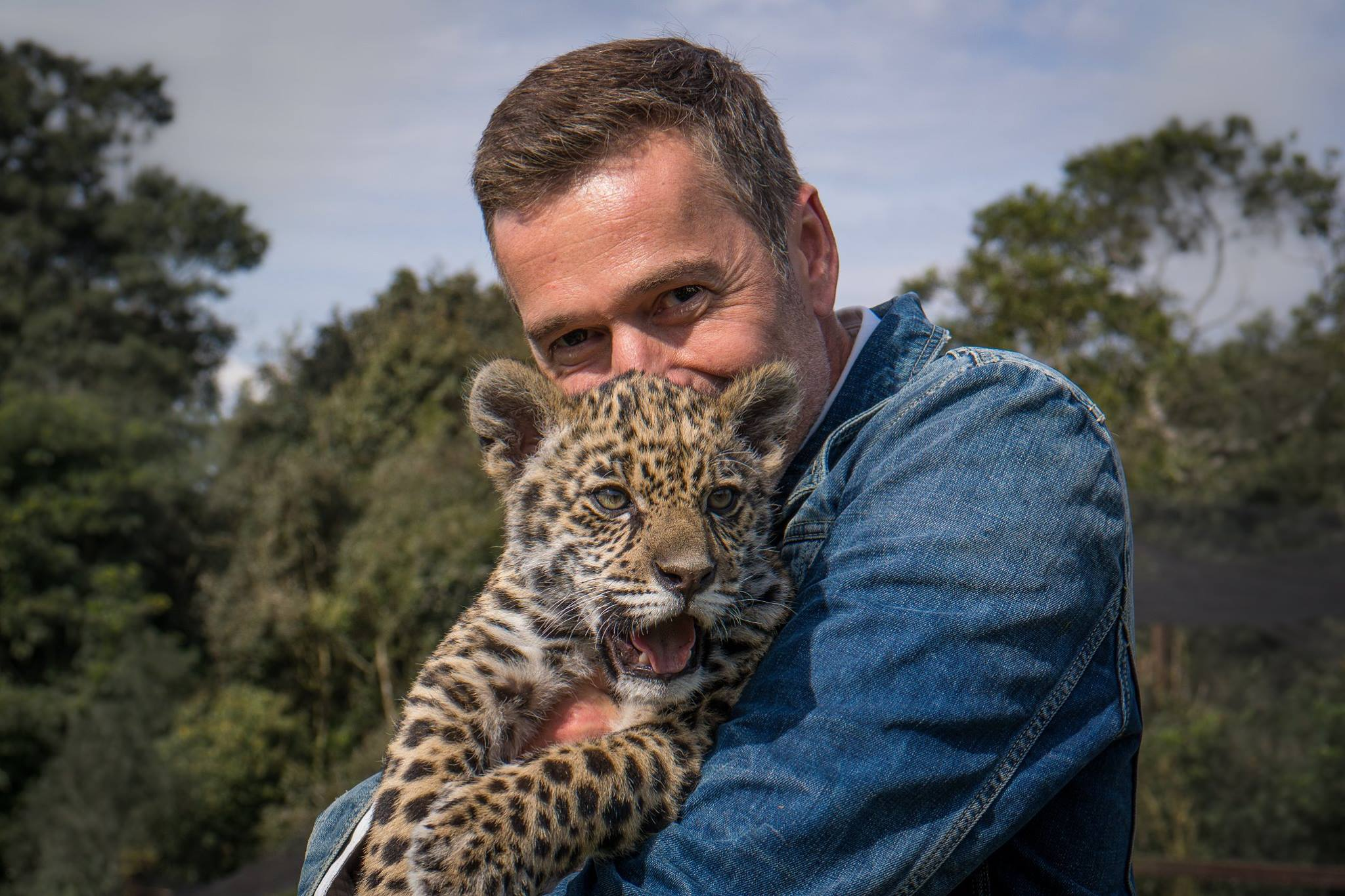
Dirk Steffens während der Dreharbeiten für Terra X in Brasilien (2014)

- bis 1995: Nachrichtenredakteur Deutschlandfunk (DLF)
- bis 2000: Südwestfunk (SWF3)
- 2005–2006: Tierzeit, Voxtours, Wolkenlos (VOX)
- 2007–2022: Terra X, Steffens entdeckt, Terra Xpress u. a. (ZDF, ARTE, 3sat)
- 2008–2022: Terra X: Faszination Erde (ZDF)

## Bücher
- Eat it! Die Menschheit ernähren und dabei die Welt retten. Penguin, München 2022, ISBN 978-3-328-60321-4.
- Projekt Zukunft – Große Fragen, kluge Köpfe, Ideen für ein besseres Morgen. Penguin, München 2022, ISBN 978-3-328-60232-3.
- ÜBER LEBEN – Zukunftsfrage Artensterben: Wie wir die Ökokrise überwinden. Penguin, München 2020, ISBN 978-3-328-60131-9.
- Tierisch! Expeditionen an den Rand der Schöpfung. Rowohlt Taschenbuch, Reinbek 2007, ISBN 978-3-499-62308-0.
- Das tierische Kuriositätenkabinett. Rowohlt Taschenbuch, Reinbek 2009, ISBN 978-3-499-62537-4.
- Faszination Erde. Von den Riffen der Südsee zu den Vulkanen Sibiriens. Rowohlt, Reinbek 2010, ISBN 978-3-498-06412-9.